# 13 Pułk Strzelców Polskich (WP na Wschodzie)
13 Pułk Strzelców Polskich (13 psp) – oddział piechoty Wojska Polskiego na Wschodzie.

## Formowanie i zmiany organizacyjne
Pułk został sformowana na bazie rosyjskiego 661 pułku piechoty w grudniu 1917 roku w składzie 4 Dywizji Strzelców Polskich II Korpusu. Wiosną 1918 roku przeprowadzono reorganizację piechoty II Korpusu. 13 psp otrzymał I batalion piechoty z legionowego 2 pułku piechoty rozwiązywanej Brygady Karpackiej.
Pułk został rozbrojony przez Niemców w maju 1918 roku i przestał istnieć.

## Żołnierze
Dowódcy pułku
- płk Betcher[1]
- płk Hipolit Nowicki *[a]

Oficerowie
- kpt. Leon Dąbrowski *[a]
- kpt. Wilhelm Lawicz-Liszka *[a]
- kpt. Wiktor Matczyński *[a]
- kpt. Jan Szostakowski *[a]
- por. Kazimierz Heilman-Rawicz *[a]
- por. Władysław Krzemiński[5]*[a]
- por. Kazimierz Orłowicz-Kuta *[a]
- por. Alfred Pastuszeńko *[a]
- por. Jan Wójcik *[a]
- chor. Jan Berezyński *[a]
- chor. Edward Biernacki *[a]
- chor. Antoni Kassian *[a]
- chor. Kazimierz Krahelski *[a]
- chor. Ludwik Skibiński *[a]